# Tool-assisted speedrun
O tool-assisted speedrun (frequentemente abreviado como TAS) é uma speedrun produzida com o auxílio de ferramentas de emulador, como uma jogabilidade em câmera lenta, salvar e carregar, jogabilidade frame-by-frame e ver os códigos geralmente em hexadecimal.
A ideia é que ferramentas compensem as limitações humanas, facilitando a jogabilidade e possibilitando a quebra de recordes de velocidades.
Os TAS frequentemente abusam de falhas do jogo, como por exemplo fazer o personagem ser imune a ataques ou atravessar paredes.

### Artigos de jornal e revista
- Turner, B. (2005). «Smashing the Clock». 1UP.com. Consultado em 10 de janeiro de 2010
- Totilo, S. (2006). «Gamers Divided Over Freakish Feats Achieved With Tool-Assisted Speed Runs». MTV News. Consultado em 10 de janeiro de 2010
- Slashdot contributors (2004). «'Perfect' Zelda NES Speed Record Beaten». Slashdot. Consultado em 10 de janeiro de 2010
- Grohé, M., Coté, P. (2005). «Interview of Phil for September 2005 issue of GEE». NESVideos. Consultado em 10 de janeiro de 2010
- Grohé, M., Yliluoma, J. (2005). «Interview of Bisqwit for September 2005 issue of GEE». NESVideos. Consultado em 10 de janeiro de 2010
- Orland K., Yliluoma, J. (2005). «Interview of Bisqwit for GameCritics». NESVideos. Consultado em 10 de janeiro de 2010